# پاپ الکساندر چهارم
پاپ الکساندر چهارم (به انگلیسی: Alexander IV) ( تولد ۱۱۹۹ یا ۱۱۸۵ - درگذشت ۲۵ مه ۱۲۶۱ )یکی از پاپ‌های کلیسای کاتولیک رم بود که در ایتالیا به دنیا آمد و از ۱۲۵۴ تا ۱۲۶۱ میلادی پاپ بود.